# Anna F.
Anna F. (настоящее имя — Анна Ваппель, Anna Wappel) — австрийская эстрадная певица и автор песен, трижды лауреат премии Amadeus Austrian Music Award, обладатель «Золотого диска» Австрии и Италии.
Родилась 18 декабря 1985 г. в Фридберге, Штирия в семье любителей поп- и рок- музыки. Там же училась в школе.
В 2008 году окончила Грацский университет имени Карла и Франца, Факультет искусств и гуманитарных наук. По выходным работала в спортивном отделе телевизионной студии ATV в Вене.
В 2005 году на концерте группы Café Drechsler познакомилась с барабанщиком и музыкальным продюсером Алексом Дойчем, который в последующие годы стал её ближайшим советником, барабанщиком в ее группе и продюсером первого альбома.
Начиная с 2005 года, выступала с музыкантами в малых клубах Граца и Вены. В 2008—2010 гг. жила в Берлине и Нью-Йорке, совершенствуя себя в качестве композитора.
Стала известна в начале 2009 года после того, как ее песню Time Stands Still, которую она записала вместе с Алексом Дойчем и Тедди Кэмпелом в Нью-Йорке и разместила в сети на своей странице Myspace, использовали в телевизионных рекламных роликах банковской группы Raiffeisen. Песня также транслировалась в эфире австрийских радиостанций и поднималась на 38-е место в австрийских чартах.
В 2009 году одержала победу в номинации «Поп» премии Amadeus Austrian Music Awards.
в феврале 2010 года представила дебютный альбом … for real, который поднялся на 3-е место в австрийском чарте, и в апреле за него был получен «золотой диск» (в Австрии для этого необходим тираж 10 тысяч экземпляров). Он же обеспечил победу в номинации «Альбом года» премии Amadeus Austrian Music Awards.
В начале 2011 года она впервые выступила в роли актрисы в художественном фильме Дито Цинцадзе «Вторжение». Премьера картины состоялась в 30 июня 2012 года на Мюнхенском кинофестивале. В 2017 году снималась в фильме «Ледяной человек».
С альбомом Live from the Mushroom в 2011 году совершила гастрольный тур по нескольким городам Германии.
В 2012 году переехала в Берлин — Пренцлауэр Берг. В феврале 2014 года вышел ее новый альбом King in the Mirror, с которым она побывала с гастролями в Германии, Австрии, Швейцарии и Италии. Её песня DNA попала в топ-20 итальянских хит-парадов и обеспечила «Золотой диск» Италии (25 тысяч экземпляров). За неё присуждена премия Amadeus Austrian Music Award в номинации «Песня года».
С 2018 года солистка группы Фридберг.
Альбомы:
- For Real (2010)
- Live from the Mushroom (2010)
- King in the Mirror (2014)

Синглы:
- Time Stands Still (2009)
- Most of All (2009)
- I Don’t Like You (2010)
- DNA (2013)
- Too Far (2014)
- Friedberg (2015)
- Friedberg: Boom (2019).